# رودني ميلفيل
رودني ميلفيل (بالإنجليزية: Rodney Melville)‏ هو قاضي أمريكي، ولد في 1941 في دوغلاس في الولايات المتحدة.